# Isidoro Iglesias Beá
Mossèn Isidoro Iglesias Beá (Artesa de Lleida, 29 de juliol de 1896 - Artesa de Lleida, 2 de febrer de 1948) va ser un capellà i organista català que va escriure un cançoner anomenat Recull de cançons catalanes.
Va néixer a Artesa de Lleida el 29 de juliol de 1896. El 1907 entra al Seminari de Lleida. El 13 de juny de 1920, és ordenat sacerdot a la Catedral de Lleida, juntament, per exemple, amb Ricard Farré Masip fill dels Torms i assassinat el 25 de juliol del 1936. De forma paral·lela, cursa estudis de música que acaba cap al 1922 amb uns exàmens al Conservatori del Liceu de Barcelona. És qualificat com a "organista" poc temps després a nivell eclesiàstic.
Destaca per haver recollit l'"Aplec de Cançons populars catalanes", d'Artesa de Lleida el 1920.